# Norbert T. Tiemann

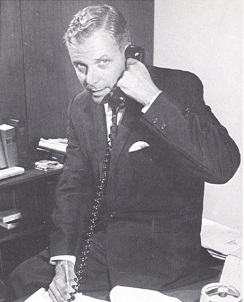
Norbert T. Tiemann (1967)

Norbert Theodore „Nobby“ Tiemann (* 18. Juli 1924 in Minden, Nebraska; † 19. Juni 2012 in Dallas, Texas) war ein US-amerikanischer Politiker. Er war zwischen 1967 und 1971 Gouverneur des Bundesstaates Nebraska.

## Leben

### Frühe Jahre und politischer Aufstieg
Tiemann besuchte bis 1949 die University of Nebraska. Er musste seine Ausbildung aber zwischenzeitlich unterbrechen, weil er im Zweiten Weltkrieg als Soldat der US Army im pazifischen Raum diente. Zwischen 1950 und 1952 war er im besetzten Korea für die amerikanische Regierung tätig. Tiemann wurde dreimal zum Bürgermeister der Gemeinde Wausa im Knox County gewählt, ehe er im Jahr 1966 von der Republikanischen Partei als Kandidat für die anstehende Gouverneurswahl nominiert wurde. Bei dieser setzte er sich deutlich mit 62:38 Prozent der Stimmen gegen den demokratischen Vizegouverneur Philip C. Sorensen durch.

### Gouverneur von Nebraska
Tiemann trat sein neues Amt am 5. Januar 1967 an. Er war der erste Gouverneur von Nebraska, der eine vierjährige Amtszeit ohne Wiederwahl absolvieren konnte. Im Jahr 1962 war die Verfassung des Staates entsprechend geändert worden. In seiner Regierungszeit gab es eine weitere Steuerreform. Damit konnte der Bildungshaushalt besser finanziert werden. Unter Tiemann wurde auch das Ministerium für Wirtschaftliche Entwicklung ins Leben gerufen. Außerdem wurde das Gesundheitswesen verbessert. Die geistig Behinderten wurden besser versorgt. Das Wahlalter wurde auf 19 Jahre herabgesetzt. Im Jahr 1967 wurde in Nebraska die 100-Jahr-Feier des Beitritts zu den Vereinigten Staaten feierlich begangen. Insgesamt wurden in Tiemanns Amtszeit mehr neue Gesetze erlassen als jemals zuvor in der Geschichte Nebraskas.

### Weiterer Lebenslauf
Zwischen 1973 und 1977 war Tiemann als Nachfolger von Francis Turner Chef der Federal Highway Administration, einer Unterbehörde des US-Verkehrsministeriums. Danach ging er in den Ruhestand. Er war verheiratet und Vater von vier Kindern.